# Crna Dolina
Crna Dolina (cyr. Црна Долина) – wieś w Bośni i Hercegowinie, w Republice Serbskiej, w mieście Prijedor. W 2013 roku liczyła 200 mieszkańców.